# Larry Stewart
Larry Stewart, född 1 april 1948 i Bruce, Mississippi, död 12 januari 2007, var en amerikansk filantrop från Kansas City, mer känd som Secret Santa (Hemlige jultomten). Stewart delade ut kontanter, oftast 100 dollar-sedlar, till behövande mellan 1979 och 1980. Totalt skänkte han bort omkring 1,3 miljoner dollar.
Även om han även donerade pengar till välgörenhetsorganisationer, så ville han ge kontanter direkt till människor, utan att de skulle behöva tigga, stå i kö eller ansöka. 
Han blev rik i kabel-tv- och telefonbranschen. 
Stewart lyckades hålla sin identitet hemlig fram till 2006, då han diagnostiserades med den strupcancer som senare skulle ta hans liv. Han valde att avslöja sin identitet i försök att uppmuntra andra att utöva filantropi. 
Stewarts handlingar begränsades inte till området kring Kansas City utan han reste till storstadsområden som drabbats av lokala tragedier. Han for till New York 2001 och till Mississippi 2005 efter orkanen Katrina. Efter att han blivit sjuk började han lära upp andra hemliga jultomtar som skulle dela ut 65 000 $ under julen 2006, utöver det som Stewart delade ut.
Han hade förlorat jobbet precis innan jul två år i rad och slickade sina sår vid en drive-in restaurang en väldigt kall dag. Han märkte att en av de som serverade utomhus och verkade frysa. Han betalade henne med en 20 dollar-sedel och sa att hon kunde behålla växeln. Hon började gråta och sa att han inte kunde ana hur mycket det betydde för henne. 
Hans filantropiska arbete stöddes och uppmärksammandes av flera välkända personer som Buck O'Neil, George Brett, Oprah Winfrey och Dick Butkus.
Stewart avled 12 januari 2007 av strupcancer.